# Miss República Dominicana 1964
El certamen Concurso Nacional de Belleza Señorita República Dominicana fue aguantado el  31 de enero de 1964. Había 12 delegadas en el concurso. La ganadora, Señorita República Dominicana o Señorita Azúcar escogida representará la República Dominicana en el Miss Universo 1964. Señorita Café iría al Miss Internacional 1964. Señorita Merengue no iría a ningún concurso.

## Resultados
| Resultados                         | Candidatas                                                                          |
| ---------------------------------- | ----------------------------------------------------------------------------------- |
| Señorita República Dominicana 1964 | San Rafael - Clara Chapuseaux                                                       |
| Señorita Café                      | Valverde - Mildred Almonte                                                          |
| Señorita Merengue                  | Puerto Plata - Georgia Garrido                                                      |
| Semi-finalistas                    | Isla Catalina - Eva Ferro Santiago - Ingrid Balboa Distrito Nacional - Lorena Valle |

## Candidatas
| Representa         | Candidata                          | Oriunda                    |
| ------------------ | ---------------------------------- | -------------------------- |
| Azua               | Rosa Ceneyda de la Rosa Montás     | Azua de Compostela         |
| Distrito Nacional  | Lorena Carolina Valle Canoa        | Santo Domingo              |
| Espaillat          | Ana Gabriela Mota Reyes            | Moca                       |
| Isla Catalina      | Eva María Ferro Rodríguez          | La Romana                  |
| La Vega            | Catalina Aresminda Areva Ovao      | Contanza                   |
| Puerto Plata       | Georgia de Dolores Garrido Rosario | Sosúa                      |
| Samaná             | Fernanda Malisa de Castro Williams | Santa Bárbara de Samaná    |
| San Rafael         | Clara Edilia Chapuseaux Soñé       | Comenador                  |
| Santiago           | Ingrid Maroa Balboa Camerón        | Santiago de los Caballeros |
| Santiago Rodríguez | Margara Carolina Espinal Espinal   | San Ignacio de Sabaneta    |
| Seibo              | Altagracia Reyna Hidalgo Wines     | Hato Mayor del Rey         |
| Valverde           | Mildred Farina Almonte Rouás       | Santa Cruz de Mao          |

## Trivia
- Miss Isla Catalina, Eva Ferro es la hermana más joven de Miss Colón de Miss República Dominicana 1956. Ferro entraría al Miss República Dominicana 1966.